# Озерки (Курманаєвський район)
Озе́рки (рос. Озёрки) — село у складі Курманаєвського району Оренбурзької області, Росія.

## Населення
Населення — 116 осіб (2010; 135 у 2002).
Національний склад (станом на 2002 рік):
- росіяни — 98 %